# مجلة أيام الأسرة
أيام الأسرة مجلة سنوية سورية

## بطاقة تعريفية
أيام الأسرة مجلة شهرية سورية تعنى أساسا بالمواضيع التي تهم المجتمع العربي ، و موجهة لكل الأسر العربية ، تقدم مواضيع متنوعة اجتماعية و ثقافية و فنية و غيرها .. و تركز على الأحداث الجديدة و تحاول تقديمها بأجود حلة لتتألق و تتميز في عالم الإعلام العربي
- صدر أول عدد من المجلة عام 2000
- المدير العام و رئيس التحرير : أسامة شقلية

## الأبواب الرئيسية للمجلة
- أول الأيام
- انترنت
- أيام اجتماعية
- جريمة
- أيام لطفلك
- أيام فنية
- أيام المشاهير
- عالماشي
- أيام الجمال
- أيام الفن السابع
- أيام امرأة

## المراسلون
- للمجلة عدد من المراسلين في لبنان ومصر والسعودية والأردن والإمارات وإنجلترا وفرنسا

## المقر الرئيسي و المكاتب
- مقرها الرئيسي في دمشق لكن لها مكاتب في كل من دمشق و حمص وحلب وبيروت

## المصدر
مجلة أيام الأسرة